# Pospiviroidae

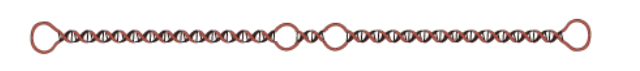
Viroïde Pospiviroidae.

Les Pospiviroidae sont une famille de viroïdes, qui comprend le premier viroïde découvert, le PSTVd. Leur structure secondaire est essentielle pour leur activité biologique. 
La classification de cette famille est basée sur les différences dans la séquence de la région centrale conservée. Le génome est constitué (dans cet ordre) d'un domaine terminal LH, d'un domaine pathogène, d'un domaine central conservé, d'un domaine variable et d'un domaine terminal RH. La réplication des Pospiviroidae se produit d'une manière asymétrique par l'ARN polymérase, la ribonucléase et l'ARN ligase de la cellule hôte .

## Liste des genres
Selon NCBI (24 janvier 2021) :
- genre Apscaviroid ; espèce type : Apple scar skin viroid
- genre Cocadviroid ; espèce type : Coconut cadang-cadang viroid
- genre Coleviroid ; espèce type : Coleus blumei viroid 1
- genre Hostuviroid ; espèce type : Hop stunt viroid
- genre Pospiviroid ; espèce type : Potato spindle tuber viroid